# Fronsac (AOC)
Pour les articles homonymes, voir Fronsac.
Le fronsac est un vin rouge français d'appellation d'origine contrôlée produit autour de Fronsac, en Gironde.
Cette appellation est réservée aux « vins tranquilles rouges ». Avec sa voisine le canon-fronsac elle couvre le Fronsadais, cette dernière étant l'une des parties du Libournais, appartenant au vignoble de Bordeaux.

## Histoire
L'appellation est reconnue par le décret du 4 mars 1937 sous le nom de « Côtes de Fronsac », modifié par le décret du 5 janvier 1944 (rajout de La Rivière à l'aire d'appellation), puis par celui du 22 novembre 1948 (rajout de Saint-Germain-de-la-Rivière). L'appellation prend le nom plus court de fronsac par le décret du 21 septembre 1976, à la demande du syndicat viticole.
Le cahier des charges de l'appellation est modifié notamment en 2009 (le rendement maximum passe de 47 hectolitres à 53 hectolitres par hectare), en décembre 2011, puis en décembre 2024.

## Vignoble

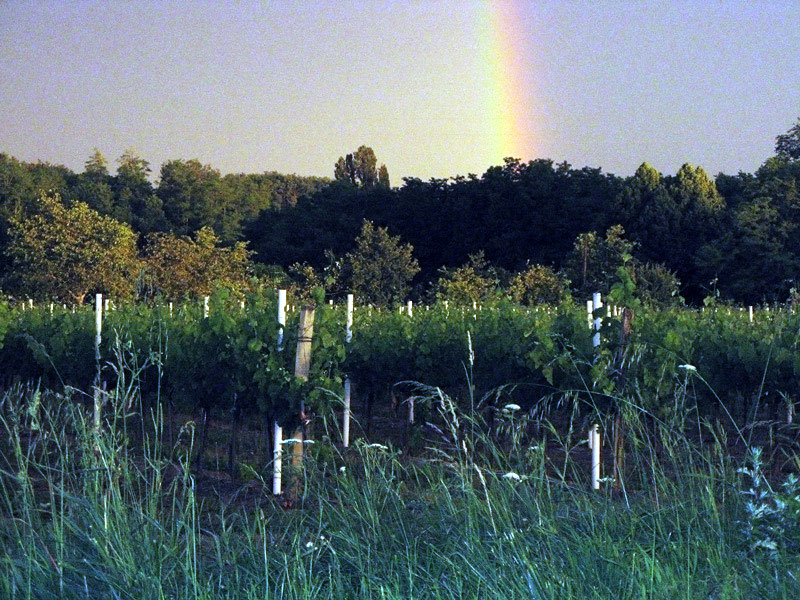
Un soir d'orage sur les vignes du Fronsadais.

L'AOC fronsac est répartie sur les communes de Fronsac, Saint-Aignan, La Rivière, Saint-Germain-de-la-Rivière, Saillans, Saint-Michel-de-Fronsac, et une partie du territoire de Galgon.

### Géologie
L'appellation fronsac s'étend sur des sols à tendance argilo-calcaires. Le calcaire à Astéries prédomine sur le tertre de Canon et les plateaux. La molasse du Fronsadais marque les côtes et les combes,. Cette typicité des terroirs est accentuée par la diversité de reliefs très accidentés. Les deux rivières, l’Isle et la Dordogne, protègent le vignoble des gelées printanières. La présence de nombreux arbousiers et chênes verts témoigne de ce climat privilégié.

### Encépagement
Les cépages autorisés sont tous des raisins noirs : le cabernet franc, le cabernet sauvignon, le merlot, le côt (aussi appelé malbec) pour les cépages principaux, et le carménère et le petit verdot comme cépages accessoires. La proportion des cépages principaux doit être supérieure ou égale à 80 % de l’encépagement, et la proportion de chacun des cépages carménère ou petit verdot doit être inférieure ou égale à 10 % de l’encépagement.

## Vins
Le moût doit avoir une richesse en sucre supérieure à 198 grammes par litre pour le merlot et 180 grammes par litre pour les autres cépages.

### Rendements
En termes de rendements moyens, les données des années récentes sont les suivantes, toutes largement inférieures au rendement maximum du cahier des charges (53 hl/ha), le rendement butoir étant de 64 hl/ha :
| Année | Superficie (ha) | Production (hl) | Rendement (hl/ha) |
| ----- | --------------- | --------------- | ----------------- |
| 2019  | 791             | 34 291          | 43                |
| 2020  | 775             | 29 333          | 38                |
| 2021  | 731             | 24 857          | 34                |
| 2022  | 745             | 22 960          | 31                |
| 2023  | 739             | 31 961          | 43                |
| 2024  | 645             | 14 108          | 22                |

### Hiérarchie des prix
Pour une comparaison entre les appellations, on peut prendre les prix pratiqués (en € pour une tonneau de 900 litres) officiellement pour le calcul des fermages en 2023, qui fournissent une hiérarchie :
- 833,5 € (92,5 €/hl) pour du bordeaux rouge ;
- 1 448 € (161 €/hl) pour du fronsac ;
- 1 882 € (209 €/hl) pour du canon-fronsac ;
- 2 008 à 2 428 € (223 à 270 €/hl) pour des lussac-saint-émilion, montagne-saint-émilion, saint-georges-saint-émilion ou puisseguin-saint-émilion ;
- 3 708 € (412 €/hl) pour du saint-émilion ;
- 3 957 € (439,5 €/hl) pour du lalande-de-pomerol ;
- 9 230 € (1 025,5 €/hl) pour du pomerol.

Les prix dans le commerce sont évidemment bien plus élevés, variant considérablement en fonction du nom du producteur.

### Dégustation
La robe peut varier du rouge sombre à reflets violacés au rubis foncé ou au grenat.
Le nez révèle une grande diversité, les parfums vont des fruits rouges aux épices. On note aussi des touches de fruits noirs, de café et de grillé.
À la dégustation, son expression tannique affirme sa typicité. Denses et puissants, les tanins restent toujours élégants, avec généralement un côté bien enrobé et très mûr.
Le potentiel de garde est de trois à dix ans,. Le fronsac accompagne les viandes rouges, les volailles, les petits gibiers, les gigots et les fromages relevés, ainsi que la lamproie à la bordelaise.

## Producteurs et vignerons
Les deux AOC fronsac et canon-fronsac comptent 170 propriétaires et récoltants. La superficie moyenne des châteaux est de 7 hectares. Dans les deux appellations, il n’existe pas de classement de château. Liste non exhaustive :
- Château Arnauton
- Château Bellevue de Rambaud
- Château Carlmagnus
- Château Couraze
- Château Dalem
- Château de la Dauphine
- Château de la Rivière
- Château Fontenil
- Château La Croix Laroque
- Château la Rose de Bren
- Château la Vieille Croix
- Château La Vieille Cure
- Chateau Merlet - Fronsac
- Château Renard
- Château Vieux Signat
- Château Villars
- Ginestet SA
- Grand Renouil
- Les Vignerons de Tutiac
- Vignoble Millaire
- Vignoble Saby
- Vignobles Chatonnet
- Vignobles Coudert
- Vignobles Dorneau
- etc.